# Gmina Kościoła Jezusa Chrystusa Świętych w Dniach Ostatnich w Katowicach
Gmina Kościoła Jezusa Chrystusa Świętych w Dniach Ostatnich w Katowicach – gmina mormońska działająca w Katowicach, należąca do dystryktu katowickiego Kościoła Jezusa Chrystusa Świętych w Dniach Ostatnich.
Siedziba gminy mieści się przy ul. Warszawskiej 1. Raz w tygodniu, w niedzielę, odbywają się trzy nabożeństwa: spotkanie sakramentalne, szkoła niedzielna oraz spotkanie kapłaństwa lub stowarzyszenia pomocy.